# Касонго
Касонго (фр. Kasongo) — город в провинции Маниема Демократической Республики Конго.
В 2010 году население города по оценкам составляло 54 743 человека. Касонго является частью римско-католической епархии Касонго.

## География
Касонго расположен к востоку от реки Луалаба и северо-западу от её слияния с рекой Луама, на высоте 625 м над уровнем моря.

## Транспорт
В городе есть аэропорт. Из Касонго к административному центру провинции Кинду ведёт дорога (Kasongo Road) длиной 150 миль, однако поездка занимает два дня из-за плохого состояния дороги.

## История
В 1875 году в Касонго афро-арабский торговец Типпу Тиб создал торговый пост. Между 1879 и 1884 годами, во время своей третьей экспедиции, город посетил Генри Мортон Стэнли. Район Касонго был в центре войны в Восточном Конго 1892—1894 годов и восстания батетела 1898 года.
Город и его жители серьёзно пострадали во время Второй конголезской войны.